# GAFFA-Prisen
GAFFA-Prisen er en dansk årlig musik-prisuddeling, som blev uddelt for første gang i 1991. Prisuddelingen arrangeres af det danske musikmagasin GAFFA og priserne uddeles udelukkende efter afstemning blandt magasinets læsere.

## Stemmeformat
GAFFAs redaktion indstiller en række kandidater, som udvælges på baggrund af deres præstationer i det foreløbne år. De fem kandidater med flest stemmer (fra magasinets læsere) bliver offentliggjort som nominerede, hvor den nominerede med flest stemmer, bliver annonceret som vinder og dermed modtager af prisen.

## Historie
Da musikbladet Gaffa i 1991 for første gang uddelte statuetter til vindere i 15 kategorier, var det ikke udelukkende fokuseret på musik. Blandt andet blev der kåret vindere i kategorier som "Årets Svin", "Årets Dårligste Idé", og "Årets Færge". De ni af kategorierne var musikrelaterede, og hvor D-A-D vandt "Årets album"-prisen med Riskin' It All.
Priserne er siden 2010 blevet uddelt ved et stort gallashow. Fra starten lagde Bremen Teater på Vesterbro i København lokaler til festen, inden man fra Gaffa-prisen 2016 flyttede til ODEON i Odense.

## 1990'erne

### Gaffa-prisen 1991
| Kategori                  | Prismodtager                                      |
| ------------------------- | ------------------------------------------------- |
| Årets Album               | Riskin' It All (D-A-D)                            |
| Årets Band                | D-A-D                                             |
| Årets Sang                | "Everything I Do (I Do It For You)" (Bryan Adams) |
| Årets Solist              | Bryan Adams                                       |
| Årets Nye Navn            | Cut'N'Move                                        |
| Årets Koncert             | Bryan Adams                                       |
| Årets Comeback            | The Doors                                         |
| Årets Musikvideo          | "Bad Craziness" - (D-A-D)                         |
| Årets Mest Undervurderede | Tom Petty                                         |
| Årets Svin                | Saddam Hussein                                    |
| Årets Mand                | Peter Schrøder                                    |
| Årets Kvinde              | Ritt Bjerregaard                                  |
| Årets Dødssyge Idé        | Storebæltsbroen                                   |
| Årets Talemåde            | "Det er bare dejli’"                              |
| Årets Færge               | M/F Ask                                           |

### Gaffa-prisen 1992
Den anden prisuddeling indeholdte 13 kategorier, i forhold til 15 året før. Ud var gået 'Årets Mand og kvinde', samt 'Årets Færge', og ind var kommet kategorien "Årets Mest Overvurderede" som gik til den amerikanske sangerinde Madonna. "Årets Talemåde" gik til De Nattergale for udtrykket "Bob bob bob", som figuren Benny ofte sagde i tv-julekalenderen The Julekalender.
| Kategori                  | Prismodtager                          |
| ------------------------- | ------------------------------------- |
| Årets Album               | Automatic for the People (R.E.M.)     |
| Årets Band                | R.E.M.                                |
| Årets Sang                | "Drive" (R.E.M.)                      |
| Årets Solist              | Lars H.U.G.                           |
| Årets Nye Navn            | Her Personal Pain                     |
| Årets Koncert             | Lars H.U.G.                           |
| Årets Comeback            | ABBA                                  |
| Årets Musikvideo          | "Diggin’ In The Dirt" (Peter Gabriel) |
| Årets Mest Overvurderede  | Madonna                               |
| Årets Mest Undervurderede | Danmarks fodboldlandshold             |
| Årets Svin                | Ekstra Bladet                         |
| Årets Dødssyge Idé        | Den Europæiske Union                  |
| Årets Talemåde            | Bob bob bob                           |

### Gaffa-prisen 1993
Den tredje prisuddeling indeholdte kun ni kategorier, i forhold til 13 året før. Mest bemærkelsesværdigt var et prisen som "Årets Sang" var udgået. Ligeledes var kategorierne som "Årets Svin", "Årets Talemåde" samt "Årets Comeback" ikke at finde på listen over vindere.
| Kategori                  | Prismodtager                 |
| ------------------------- | ---------------------------- |
| Årets Album               | Versus (Pearl Jam)           |
| Årets Band                | Pearl Jam                    |
| Årets Solist              | Björk                        |
| Årets Nye Navn            | Björk                        |
| Årets Koncert             | U2                           |
| Årets Musikvideo          | "Human Behaviour" (Björk)    |
| Årets Mest Overvurderede  | Meat Loaf                    |
| Årets Mest Undervurderede | Kvindelandsholdet i håndbold |
| Årets Dødssyge Idé        | Øresundsbroen                |

### Gaffa-prisen 1994
Den fjerde prisuddeling indeholdt igen 13 kategorier, i forhold til ni året før. For første gang var der kategorier, som udelukkede var forbeholdt henholdsvis danske og udenlandske kunstnere. Det var også første gang, at prisvinderne udelukkende var folk indenfor musikbranchen.
| Kategori                    | Prismodtager                               |
| --------------------------- | ------------------------------------------ |
| Årets Danske Navn           | Dizzy Mizz Lizzy                           |
| Årets Udenlandske Navn      | Aerosmith                                  |
| Årets Danske Solist         | Thomas Helmig                              |
| Årets Udenlandske Solist    | Björk                                      |
| Årets Danske Cd-cover       | Swell (Psyched Up Janis)                   |
| Årets Udenlandske Cd-cover  | God Shuffled His Feet (Crash Test Dummies) |
| Årets Danske Original       | Jakob Haugaard                             |
| Årets Danske Døgnflue       | Whigfield                                  |
| Årets Udenlandske Døgnflue  | Rednex                                     |
| Årets Danske Undervurderede | Kashmir                                    |
| Årets Udenlandske Album     | Dog Man Star (Suede)                       |
| Årets Udenlandske Livenavn  | Aerosmith                                  |
| Årets Udenlandske Newcomer  | Crash Test Dummies                         |

### Gaffa-prisen 1995
Den femte prisuddeling indeholdte som året før 13 kategorier. Det var anden gang i træk at den islandske sangerinde Björk vandt prisen som "Årets Udenlandske Solist.
| Kategori                   | Prismodtager                              |
| -------------------------- | ----------------------------------------- |
| Årets Danske Album         | Cinemataztic (Caroline Henderson)         |
| Årets Udenlandske Album    | (What's the Story) Morning Glory? (Oasis) |
| Årets Danske Solist        | Caroline Henderson                        |
| Årets Udenlandske Solist   | Björk                                     |
| Årets Danske Cd-cover      | Helpyourselfish (D-A-D)                   |
| Årets Udenlandske Cd-cover | The Great Escape (Blur)                   |
| Årets Udenlandske Band     | Oasis                                     |
| Årets Danske Band          | D-A-D                                     |
| Årets Danske Livenavn      | D-A-D                                     |
| Årets Mest Undervurderede  | Hotel Hunger                              |
| Årets Musikalske Original  | Master Fatman                             |
| Årets Udenlandske Livenavn | Oasis                                     |
| Årets Udenlandske Newcomer | Garbage                                   |

### Gaffa-prisen 1996
Den sjette prisuddeling indeholdte 13 kategorier. Priserne for årets cd-cover var udgået, og for første gang kårede man det bedste danske og udenlandske hit. Dette var ikke skete siden prisuddelingen i 1992, hvor man kårede "Årets Sang".
Popduoen Me & My fik prisen som "Årets Mest Talentløse Danske", som havde afløst kategorien "Årets Musikalske Original" fra året før.
| Kategori                     | Prismodtager                              |
| ---------------------------- | ----------------------------------------- |
| Årets Danske Album           | Kiss & Hug From a Happy Boy (Lars H.U.G.) |
| Årets Udenlandske Album      | Coming Up (Suede)                         |
| Årets Danske Solist          | Lars H.U.G.                               |
| Årets Udenlandske Solist     | Alanis Morissette                         |
| Årets Danske Hit             | "Waterfall" (Lars H.U.G.)                 |
| Årets Udenlandske Hit        | "Trash" (Suede)                           |
| Årets Udenlandske Band       | Suede                                     |
| Årets Danske Band            | Sort Sol                                  |
| Årets Danske Livenavn        | Dizzy Mizz Lizzy                          |
| Årets Nye Danske Navn        | Hvid Sjokolade                            |
| Årets Nye Udenlandske Navn   | Garbage                                   |
| Årets Udenlandske Livenavn   | Suede                                     |
| Årets Mest Talentløse Danske | Me & My                                   |

### Gaffa-prisen 1997
Den syvende prisuddeling indeholdte 15 kategorier, som var to mere end året før. Priserne som årets solist var blevet delt op, så der nu blev kåret både en sanger og sangerinde. Det blev også tredje gang at islandske Björk vandt prisen siden 1994.
Britiske Radiohead vandt fire kategorier, efter deres succes med albummet OK Computer.
| Kategori                     | Prismodtager                   |
| ---------------------------- | ------------------------------ |
| Årets Danske Album           | Simpatico (D-A-D)              |
| Årets Udenlandske Album      | OK Computer (Radiohead)        |
| Årets Danske Sanger          | Nikolaj Nørlund                |
| Årets Udenlandske Sangerinde | Björk                          |
| Årets Danske Sangerinde      | Randi Laubek                   |
| Årets Udenlandske Sanger     | Thom Yorke (Radiohead)         |
| Årets Danske Hit             | "Barbie Girl" (Aqua)           |
| Årets Udenlandske Hit        | "Paranoid Android" (Radiohead) |
| Årets Udenlandske Band       | Radiohead                      |
| Årets Danske Band            | Sort Sol                       |
| Årets Danske Livenavn        | Dizzy Mizz Lizzy               |
| Årets Nye Danske Navn        | Aqua                           |
| Årets Udenlandske Livenavn   | Suede                          |
| Årets Mest Talentløse Danske | Daze                           |
| Årets Musikalske Original    | Sorten Muld                    |

### Gaffa-prisen 1998
Den ottende prisuddeling indeholdte for første gang 18 kategorier, som var tre mere end året før. Musikvideoer var efter tre års fravær, igen at finde blandt kategorierne. Denne gang blev der kåret både en dansk og en udenlandsk vinder.
Danske D-A-D vandt fire priser, og forsanger Jesper Binzer fik statuetten som "Årets Sanger", efter deres succes med albummet Psychopatico.
| Kategori                     | Prismodtager                                                                |
| ---------------------------- | --------------------------------------------------------------------------- |
| Årets Danske Album           | Psychopatico (D-A-D)                                                        |
| Årets Udenlandske Album      | Up (R.E.M.)                                                                 |
| Årets Danske Sanger          | Jesper Binzer (D-A-D)                                                       |
| Årets Udenlandske Sangerinde | Madonna                                                                     |
| Årets Danske Sangerinde      | ?                                                                           |
| Årets Udenlandske Sanger     | George Michael                                                              |
| Årets Danske Hit             | "Spændt Op Til Lir" (Den Gale Pose)                                         |
| Årets Udenlandske Hit        | "If You Tolerate This, Your Children Will Be Next" (Manic Street Preachers) |
| Årets Danske Musikvideo      | "Home Alone 4" (D-A-D)                                                      |
| Årets Udenlandske Musikvideo | "Teardrop" (Massive Attack)                                                 |
| Årets Udenlandske Band       | R.E.M.                                                                      |
| Årets Danske Band            | D-A-D                                                                       |
| Årets Danske Livenavn        | D-A-D                                                                       |
| Årets Nye Danske Navn        | Diva                                                                        |
| Årets Nye Udenlandske Navn   | Unkle                                                                       |
| Årets Udenlandske Livenavn   | The Rolling Stones                                                          |
| Årets Værste Danske Hit      | "Doo Dah" (Cartoons)                                                        |
| Årets Værste Udenlandske Hit | "Big Big World" (Emilia Rydberg)                                            |

### Gaffa-prisen 1999
Den niende prisuddeling indeholdte for anden gang 18 kategorier. I forholdhold til sidste år havde man fjernet kategorierne som "Årets værste hits", og erstattede dem med priserne som 1990'ernes navn. Disse blev vundet af danske Kashmir og amerikanske R.E.M..
Kashmir blev den helt store sejrsherre, da bandet vandt seks kategorier, hvilket var rekord, efter deres succes med albummet The Good Life.
| Kategori                     | Prismodtager            |
| ---------------------------- | ----------------------- |
| Årets Danske Album           | The Good Life (Kashmir) |
| Årets Udenlandske Album      | 13 (Blur)               |
| Årets Danske Sanger          | Thomas Helmig           |
| Årets Udenlandske Sangerinde | Shania Twain            |
| Årets Danske Sangerinde      | Marie Frank             |
| Årets Udenlandske Sanger     | David Bowie             |
| Årets Danske Hit             | "Graceland" (Kashmir)   |
| Årets Udenlandske Hit        | "Tender" (Blur)         |
| Årets Danske Musikvideo      | "Graceland" (Kashmir)   |
| Årets Udenlandske Musikvideo | "Coffee and Tv" (Blur)  |
| Årets Udenlandske Band       | Suede                   |
| Årets Danske Band            | Kashmir                 |
| Årets Danske Livenavn        | Kashmir                 |
| Årets Nye Danske Navn        | Marie Frank             |
| Årets Nye Udenlandske Navn   | Britney Spears          |
| Årets Udenlandske Livenavn   | Suede                   |
| 90’ernes Danske Navn         | Kashmir                 |
| 90’ernes Udenlandske Navn    | R.E.M.                  |

## 2000'erne

### Gaffa-prisen 2000
Gaffas tiende prisuddeling indeholdte 14 kategorier, hvilket var fire færre end året før. Der blev i 2000 ikke fundet en vinder i kategorien "musikvideo".
D-A-D blev sejrsherre, da bandet vandt fire kategorier, og Radiohead løb med sejren blandt de nominerede i tre kategorier.
| Kategori                     | Prismodtager              |
| ---------------------------- | ------------------------- |
| Årets Danske Album           | Everything Glows (D-A-D)  |
| Årets Udenlandske Album      | Kid A (Radiohead)         |
| Årets Danske Sanger          | Tim Christensen           |
| Årets Danske Sangerinde      | Randi Laubek              |
| Årets Udenlandske Sangerinde | Madonna                   |
| Årets Udenlandske Sanger     | Bono (U2)                 |
| Årets Danske Single          | "Everthing Glows" (D-A-D) |
| Årets Udenlandske Single     | "Beautiful Day" (U2)      |
| Årets Udenlandske Band       | Radiohead                 |
| Årets Danske Band            | D-A-D                     |
| Årets Danske Livenavn        | D-A-D                     |
| Årets Udenlandske Livenavn   | Radiohead                 |
| Årets Nye Danske Navn        | Tim Christensen           |
| Årets Nye Udenlandske Navn   | Coldplay                  |

### Gaffa-prisen 2001
Da Gaffa for 11. gang uddelte priser var det indenfor 14 kategorier. Dette var første gang siden starten i 1991 hvor der ikke var lavet om på kategorierne fra år til år.
| Kategori                     | Prismodtager                                |
| ---------------------------- | ------------------------------------------- |
| Årets Danske Album           | Snakecharmer (Sort Sol)                     |
| Årets Udenlandske Album      | The Invisible Band (Travis)                 |
| Årets Danske Sanger          | Thomas Helmig                               |
| Årets Danske Sangerinde      | Marie Frank                                 |
| Årets Udenlandske Sangerinde | Björk                                       |
| Årets Udenlandske Sanger     | Robbie Williams                             |
| Årets Danske Single          | "Du Kan Gøre Hvad Du Vil" (Christian Brøns) |
| Årets Udenlandske Single     | ?                                           |
| Årets Udenlandske Band       | Travis                                      |
| Årets Danske Band            | Sort Sol                                    |
| Årets Danske Livenavn        | Sort Sol                                    |
| Årets Udenlandske Livenavn   | U2                                          |
| Årets Nye Danske Navn        | Saybia                                      |
| Årets Nye Udenlandske Navn   | Starsailor                                  |

### Gaffa-prisen 2002
Den 12. gang Gaffa uddelte priser var det indenfor 14 kategorier. Musikvidoerne var endnu en gang blandt kategorierne, mens priserne som "Årets Livenavn" var udgået i forhold til 2001.
| Kategori                     | Prismodtager                           |
| ---------------------------- | -------------------------------------- |
| Årets Danske Album           | The Second You Sleep (Saybia)          |
| Årets Udenlandske Album      | A Rush of Blood to the Head (Coldplay) |
| Årets Danske Sanger          | Thomas Troelsen                        |
| Årets Danske Sangerinde      | Pernille Rosendahl                     |
| Årets Udenlandske Sangerinde | Norah Jones                            |
| Årets Udenlandske Sanger     | Chris Martin                           |
| Årets Danske Hit             | "Move Your Feet" (Junior Senior)       |
| Årets Udenlandske Hit        | "In My Plac" (Coldplay)                |
| Årets Udenlandske Band       | Coldplay                               |
| Årets Danske Band            | Saybia                                 |
| Årets Danske Musikvideo      | "Move Your Feet" (Junior Senior)       |
| Årets Udenlandske Musikvideo | "The Scientist" (Coldplay)             |
| Årets Nye Danske Navn        | Junior Senior                          |
| Årets Nye Udenlandske Navn   | Avril Lavigne                          |

### Gaffa-prisen 2003
Den 13. gang Gaffa uddelte priser var det indenfor 14 kategorier.
| Kategori                     | Prismodtager                            |
| ---------------------------- | --------------------------------------- |
| Årets Danske Album           | Zitilites (Kashmir)                     |
| Årets Udenlandske Album      | Think Tank (Blur)                       |
| Årets Danske Sanger          | Tim Christensen                         |
| Årets Danske Sangerinde      | Dicte                                   |
| Årets Udenlandske Sangerinde | Dido                                    |
| Årets Udenlandske Sanger     | David Bowie                             |
| Årets Danske Hit             | "Rocket Brothers" (Kashmir)             |
| Årets Udenlandske Hit        | "Hey Ya!" (OutKast)                     |
| Årets Udenlandske Band       | Blur                                    |
| Årets Danske Band            | Kashmir                                 |
| Årets Danske Livenavn        | Kashmir                                 |
| Årets Udenlandske Musikvideo | "Kaizers Orchestra" (Kaizers Orchestra) |
| Årets Nye Danske Navn        | Carpark North                           |
| Årets Nye Udenlandske Navn   | The Darkness                            |

### Gaffa-prisen 2004
Den 14. gang Gaffa uddelte priser var det indenfor 15 kategorier. Dette var en forøgelse på én, efter at kategorien om musik-dvd'er var blevet tilført. Afstemningen blandt bladets læsere startede medio november 2004, og sluttede 13. december. Resultatet blev offentliggjort i Gaffas nummer fra januar 2005.
Nephew blev den store vinder, da de gik hjem med seks priser, hvilket var en tangering af Kashmirs rekord fra uddelingen i 1999 med flest statuetter på ét år.
| Kategori                     | Prismodtager                                 |
| ---------------------------- | -------------------------------------------- |
| Årets Danske Album           | USADSB (Nephew)                              |
| Årets Udenlandske Album      | How To Dismantle An Atomic Bomb (U2)         |
| Årets Danske Sanger          | Simon Kvamm (Nephew)                         |
| Årets Danske Sangerinde      | Pernille Rosendahl (Swan Lee)                |
| Årets Udenlandske Sangerinde | Björk                                        |
| Årets Udenlandske Sanger     | Morrissey                                    |
| Årets Danske Hit             | "Superliga" (Nephew)                         |
| Årets Udenlandske Hit        | "Take Me Out" (Franz Ferdinand)              |
| Årets Udenlandske Band       | U2                                           |
| Årets Danske Band            | Nephew                                       |
| Årets Danske Livenavn        | Nephew                                       |
| Årets Danske Musik-dvd       | Live At Abbey Road Studios (Tim Christensen) |
| Årets Udenlandske Musik-dvd  | "Live Aid" (diverse kunstnere)               |
| Årets Nye Danske Navn        | Nephew                                       |
| Årets Nye Udenlandske Navn   | Franz Ferdinand                              |

### Gaffa-prisen 2005
Den 15. gang Gaffa uddelte priser var det indenfor 14 kategorier. I forhold til 2004 havde man fjernet kategorien "Årets Danske Livenavn". Afstemningen blandt bladets læsere startede medio november 2005, og sluttede 12. december. Resultatet blev offentliggjort i Gaffas nummer fra januar 2006.
| Kategori                     | Prismodtager                     |
| ---------------------------- | -------------------------------- |
| Årets Danske Album           | And The Glass Handed Kites (Mew) |
| Årets Udenlandske Album      | X&Y (Coldplay)                   |
| Årets Danske Sanger          | Jonas Bjerre (Mew)               |
| Årets Danske Sangerinde      | Tina Dickow                      |
| Årets Udenlandske Sangerinde | Madonna                          |
| Årets Udenlandske Sanger     | Chris Martin (Coldplay)          |
| Årets Danske Hit             | "The Zookeeper’s Boy" (Mew)      |
| Årets Udenlandske Hit        | "Fix You" (Coldplay)             |
| Årets Udenlandske Band       | Coldplay                         |
| Årets Danske Band            | Mew                              |
| Årets Danske Musik-dvd       | The Aftermath (Kashmir)          |
| Årets Udenlandske Musik-dvd  | Vertigo 2005 (U2)                |
| Årets Nye Danske Navn        | Bikstok Røgsystem                |
| Årets Nye Udenlandske Navn   | Kaiser Chiefs                    |

### Gaffa-prisen 2006
Den 16. gang Gaffa uddelte priser var det indenfor de samme 14 kategorier som året før. Afstemningen blandt bladets læsere startede medio november 2006, og sluttede 11. december. Resultatet blev offentliggjort i Gaffas nummer som udkom den 3. januar 2007.
| Kategori                     | Prismodtager                                                   |
| ---------------------------- | -------------------------------------------------------------- |
| Årets Danske Album           | There's A Beat In All Machines (Veto)                          |
| Årets Udenlandske Album      | Whatever People Say I Am, That's What I'm Not (Arctic Monkeys) |
| Årets Danske Sanger          | Mikael Simpson                                                 |
| Årets Danske Sangerinde      | Kira Skov                                                      |
| Årets Udenlandske Sangerinde | Christina Aguilera                                             |
| Årets Udenlandske Sanger     | Justin Timberlake                                              |
| Årets Danske Hit             | "Igen & Igen &" (Nephew)                                       |
| Årets Udenlandske Hit        | "Crazy" (Gnarls Barkley)                                       |
| Årets Udenlandske Band       | Muse                                                           |
| Årets Danske Band            | Veto                                                           |
| Årets Danske Musik-dvd       | Gasolin'                                                       |
| Årets Udenlandske Musik-dvd  | Pulse (Pink Floyd)                                             |
| Årets Nye Danske Navn        | Oh No Ono                                                      |
| Årets Nye Udenlandske Navn   | Arctic Monkeys                                                 |

### Gaffa-prisen 2007
Dette var 17. gang at Gaffa uddelte GAFFA-Prisen. Vinderne i 14 kategorier blev offentliggjort den 2. januar 2008 i en artikel i Gaffa. Dúné, Tina Dickow, Nephew og Arcade Fire tog hver to priser. Med debutalbummet We Are In There You Are Out Here vandt Dúné prisen som 'Årets Danske Band' og 'Årets Nye Navn'. Sidstnævnte var bandet også nomineret til i 2006.
| Kategori                       | Prismodtager                        |
| ------------------------------ | ----------------------------------- |
| Årets Danske Album             | Count to Ten (Tina Dickow)          |
| Årets Danske Band              | Dúné                                |
| Årets Danske Danske Sangerinde | Tina Dickow                         |
| Årets Danske Sanger            | Simon Kvamm                         |
| Årets Nye Danske Navn          | Dúné                                |
| Årets Danske Hit               | "My Secret Lover" (Private)         |
| Årets Danske Musik-dvd         | 07.07.07 (Nephew)                   |
| Årets Udenlandske Album        | Arcade Fire (Arcade Fire)           |
| Årets Udenlandske Sangerinde   | Amy Winehouse                       |
| Årets Udenlandske Sanger       | Thom Yorke                          |
| Årets Nye Udenlandske Navn     | Klaxons                             |
| Årets Udenlandske Band         | Arcade Fire                         |
| Årets Udenlandske Hit          | "Grace Kelly" (Mika)                |
| Årets Udenlandske Musik-dvd    | MTV Unplugged In New York (Nirvana) |

### Gaffa-prisen 2008
Den 18. gang Gaffa uddelte priser var det indenfor de samme 14 kategorier som året før. Afstemningen blandt bladets læsere startede medio november 2008, og sluttede 14. december. Resultatet blev offentliggjort i Gaffas nummer som udkom den 8. januar 2007.
Veto vandt flest kategorier, da de fik overrakt fire statuetter.
| Kategori                     | Prismodtager                    |
| ---------------------------- | ------------------------------- |
| Årets Danske Album           | Crushing Digits (Veto)          |
| Årets Udenlandske Album      | Oracular Spectacular (MGMT)     |
| Årets Danske Sanger          | Troels Abrahamsen (Veto)        |
| Årets Danske Sangerinde      | Tina Dickow                     |
| Årets Udenlandske Sangerinde | Duffy                           |
| Årets Udenlandske Sanger     | Chris Martin (Coldplay)         |
| Årets Danske Hit             | "You Say Yes, I Say Yes" (Veto) |
| Årets Udenlandske Hit        | "Sex On Fire" (Kings of Leon)   |
| Årets Udenlandske Band       | Kings of Leon                   |
| Årets Danske Band            | Veto                            |
| Årets Danske Musik-dvd       | True Believer (D-A-D)           |
| Årets Udenlandske Musik-dvd  | H.A.A.R.P. (Muse)               |
| Årets Nye Danske Navn        | Choir Of Young Believers        |
| Årets Nye Udenlandske Navn   | MGMT                            |

### Gaffa-prisen 2009
Den 19. gang Gaffa uddelte priser var det indenfor de samme 14 kategorier som året før. Afstemningen blandt bladets læsere startede i slutningen af november 2009, og sluttede 14. december. Resultatet blev offentliggjort i Gaffas nummer som udkom den 10. januar 2010.
| Kategori                     | Prismodtager                     |
| ---------------------------- | -------------------------------- |
| Årets Danske Album           | DanmarkDenmark (Nephew)          |
| Årets Udenlandske Album      | The Resistance (Muse)            |
| Årets Danske Sanger          | Jonas Bjerre (Mew)               |
| Årets Danske Sangerinde      | Tina Dickow                      |
| Årets Udenlandske Sangerinde | Lady GaGa                        |
| Årets Udenlandske Sanger     | John Mayer                       |
| Årets Danske Hit             | "007 Is Also Gonna Die" (Nephew) |
| Årets Udenlandske Hit        | "Uprising" (Muse)                |
| Årets Udenlandske Band       | Muse                             |
| Årets Danske Band            | Nephew                           |
| Årets Danske Musik-dvd       | Performing Parades (Efterklang)  |
| Årets Udenlandske Musik-dvd  | Live At Reading (Nirvana)        |
| Årets Nye Danske Navn        | Selvmord                         |
| Årets Nye Udenlandske Navn   | White Lies                       |

## 2010'erne

### Gaffa-prisen 2010
Ved GAFFA-Prisens 20-års jubilæum i 2010, blev prisoverrækkelsen for første gang overrakt ved et gallashow. De nominerede i 19 kategorier blev offentliggjort den 15. november 2010, og afstemningen blandt bladets læsere startede umiddelbart efter, og løb frem til 5. december. Den eneste pris hvor Gaffas læsere ikke havde indflydelse på, og hvor der heller ikke er nominerede, er "Årets Skulderklap", som blev bestemt af Gaffas redaktion. I alt blev der uddelt 20 priser, hvilket var det højeste antal siden starten i 1991
The Rumour Said Fire var af en jury bestående af medlemmer af Klub GAFFA, samt GAFFAs redaktion og freelance-stab, nomineret i seks kategorier mens Kashmir, De Eneste To og The Floor Is Made Of Lava var blevet nomineret i hver fem kategorier.
Gallashowet og prisoverrækkelsen blev afholdt den 15. december 2010 på Bremen Teater på Vesterbro i København. Ved showet optrådte blandt andet Søren Huss, Kill Screen Music, Vinnie Who, The Rumour Said Fire og Naja Rosa.
| Kategori                              | Prismodtager                                      |
| ------------------------------------- | ------------------------------------------------- |
| Årets Danske Album                    | Trespassers (Kashmir)                             |
| Årets Udenlandske Album               | ?                                                 |
| Årets Danske Mandlige Kunstner        | Kasper Eistrup (Kashmir)                          |
| Årets Danske Kvindelige Kunstner      | Medina                                            |
| Årets Udenlandske Mandlige Kunstner   | Caleb Followill (Kings of Leon)                   |
| Årets Udenlandske Kvindelige Kunstner | Robyn                                             |
| Årets Danske Hit                      | "Trouble Is" (Turboweekend)                       |
| Årets Udenlandske Hit                 | "Dancing On My Own" (Robyn)                       |
| Årets Udenlandske Band                | Kings of Leon                                     |
| Årets Danske Band                     | Kashmir                                           |
| Årets Danske Musikvideo               | Still Boy (Kashmir) (Instruktør: Jakob Printzlau) |
| Årets Udenlandske Musikvideo          | Stylo (Gorillaz)                                  |
| Årets Nye Danske Navn                 | The Rumour Said Fire                              |
| Årets Nye Udenlandske Navn            | Erik Hassle                                       |
| Årets Danske Rockudgivelse            | Trespassers (Kashmir)                             |
| Årets Danske Hip Hop-udgivelse        | Voldsrap (Greatest Hits) (Odense Assholes)        |
| Årets Danske Popudgivelse             | Welcome To Medina (Medina)                        |
| Årets Danske Hard Rock-udgivelse      | Beyond Hell/Above Heaven (Volbeat)                |
| Årets Danske Elektroniske Udgivelse   | Into the Great Wide Yonder (Trentemøller)         |
| Årets Skulderklap                     | Kristoffer Rom og Aske Zidore (Tambourhinoceros)  |

### Gaffa-prisen 2011
De nominerede til priserne om Gaffas 21. overækkelse af GAFFA-Prisen blev offentliggjort den 4. november 2011, og afstemningen blandt bladets læsere startede umiddelbart efter, og løb frem til 27. november. Den eneste pris hvor Gaffas læsere ikke havde indflydelse på, og hvor der heller ikke er nominerede, er "Årets Skulderklap", som blev bestemt af Gaffas redaktion. I forhold til året før var der ikke lavet om på kategorierne. Den 29. november var læsernes afstemning overstået, og der var derefter udtaget et sted imellem tre om fem nominerede i hver kategori. I alt havde 9.700 personer deltaget i afstemningen.
Gallashowet og prisoverrækkelsen blev afholdt 8. december 2011 på Bremen Teater i København. Ved showet optrådte blandt andet WhoMadeWho, When Saints Go Machine, Rasmus Walter & Julie Maria, Ed Sheeran, UFO, Xander feat. Kesi og The Echo Vamper. Værten var ligesom i 2010 Anders Breinholt.
| Kategori                              | Prismodtager                                                            |
| ------------------------------------- | ----------------------------------------------------------------------- |
| Årets Danske Album                    | Toback To The Fromtime (Malk de Koijn)                                  |
| Årets Udenlandske Album               | 21 (Adele)                                                              |
| Årets Danske Mandlige Kunstner        | L.O.C.                                                                  |
| Årets Danske Kvindelige Kunstner      | Oh Land                                                                 |
| Årets Udenlandske Mandlige Kunstner   | Bruno Mars                                                              |
| Årets Udenlandske Kvindelige Kunstner | Adele                                                                   |
| Årets Danske Hit                      | "Out Of It" (Fallulah)                                                  |
| Årets Udenlandske Hit                 | "Someone Like You" (Adele)                                              |
| Årets Udenlandske Navn                | Bruno Mars                                                              |
| Årets Danske Navn                     | Kato                                                                    |
| Årets Danske Musikvideo               | Am I Awake Or Should I Wake Up (Veto) (Instruktør: Rasmus Weng Karlsen) |
| Årets Udenlandske Musikvideo          | Crystalline (Björk)                                                     |
| Årets Nye Danske Navn                 | Kato                                                                    |
| Årets Nye Udenlandske Navn            | Bruno Mars                                                              |
| Årets Danske Rockudgivelse            | Everything Is Amplified (Veto)                                          |
| Årets Danske Hip Hop-udgivelse        | Toback To The Fromtime (Malk de Koijn)                                  |
| Årets Danske Popudgivelse             | Oh Land (Oh Land)                                                       |
| Årets Danske Hard Rock-udgivelse      | The Great Bludgeoning (HateSphere)                                      |
| Årets Danske Elektroniske Udgivelse   | Discolized 2.0 (Kato)                                                   |
| Årets Skulderklap                     | DR P6 Beat                                                              |

### Gaffa-prisen 2012
Det var 22. gang at Gaffa uddelte GAFFA-Prisen. Prisuddelingen foregik den 6. december 2012 på Bremen Teater i København, og blev sendt direkte på TV 2 Zulu. Værter ved showet var for første gang Esben Pretzmann og Rune Tolsgaard, efter at Anders Breinholt havde rollen de to første år.
| Kategori                              | Prismodtager                             |
| ------------------------------------- | ---------------------------------------- |
| Årets Danske Album                    | Lukas Graham (Lukas Graham)              |
| Årets Danske Band                     | Nephew                                   |
| Årets Danske Kvindelige Kunstner      | Tina Dickow                              |
| Årets Danske Mandlige Kunstner        | L.O.C.                                   |
| Årets Nye Danske Navn                 | Lukas Graham                             |
| Årets Danske Hit                      | "Faxe Kondi" (Klumben og Raske Penge)    |
| Årets Danske Rockudgivelse            | Hjertestarter (Nephew)                   |
| Årets Danske Popudgivelse             | Lukas Graham (Lukas Graham)              |
| Årets Danske Hip Hop-udgivelse        | Fra Klumben Til Pladen (Klumben)         |
| Årets Danske Hard Rock-udgivelse      | Breathe See Move (Siamese Fighting Fish) |
| Årets Danske Elektroniske Udgivelse   | School of Euphoria (Spleen United)       |
| Årets Udenlandske Album               | Born To Die (Lana Del Rey)               |
| Årets Udenlandske Kvindelige Kunstner | Lana Del Rey                             |
| Årets Udenlandske Mandlige Kunstner   | Jack White                               |
| Årets Nye Udenlandske Navn            | Lana Del Rey                             |
| Årets Udenlandske Band                | Muse                                     |
| Årets Udenlandske Hit                 | "Somebody That I Used to Know" (Gotye)   |
| Årets Skulderklap                     | Walthers Musikcafé                       |

### Gaffa-prisen 2013
Det var 23. gang at Gaffa uddelte GAFFA-Prisen. Prisuddelingen foregik den 5. december 2013 på Bremen Teater i København med Anders Breinholt som vært. I forhold til det foregående år blev showet ikke vist på tv. I forhold til 2012, blev der i 2013 uddelt en pris til "Årets Danske Urban-udgivelse", som erstattede kategorien "Hip-Hop".
Der var liveoptrædener ved Folkeklubben, Förtress vs. Nelson Can, Go Go Berlin, Jonny Hefty & Jøden, Sebastian Lind, NOAH, Ponyblod feat. Marvelous Mosell, Kira Skov, Specktors og Ulige Numre.
Mads Langer blev den største vinder ved overrækkelsen, da han vandt samtlige fire kategorier han var nomineret i. Til trods for hun kun havde udgivet nogle singler og en EP, vandt MØ priserne som 'Årets Danske Kvindelige Kunstner' og 'Årets Nye Danske Navn'. I alt havde 15.766 af Gaffas læsere stemt i de 17 åbne kategorier. Dette var det største antal stemmer nogensinde siden prisens etablering i 1991. Det var kun i kategorien "Årets Skulderklap" at læserne ikke havde indflydelse på resultatet, da det her udelukkende var redaktionen på musikbladet som fandt en vinder.
| Kategori                              | Prismodtager                                    |
| ------------------------------------- | ----------------------------------------------- |
| Årets Danske Album                    | In These Waters (Mads Langer)                   |
| Årets Danske Band                     | Nik & Jay                                       |
| Årets Danske Kvindelige Kunstner      | MØ                                              |
| Årets Danske Mandlige Kunstner        | Mads Langer                                     |
| Årets Nye Danske Navn                 | MØ                                              |
| Årets Danske Hit                      | "Elephant" (Mads Langer)                        |
| Årets Danske Rockudgivelse            | E.A.R (Kashmir)                                 |
| Årets Danske Popudgivelse             | In These Waters (Mads Langer)                   |
| Årets Danske Hard Rock-udgivelse      | Outlaw Gentlemen & Shady Ladies (Volbeat)       |
| Årets Danske Elektroniske Udgivelse   | Lost (Trentemøller)                             |
| Årets Danske Urban-udgivelse          | 21 (TopGunn)                                    |
| Årets Udenlandske Album               | The 20/20 Experience (Justin Timberlake)        |
| Årets Udenlandske Kvindelige Kunstner | Katy Perry                                      |
| Årets Udenlandske Mandlige Kunstner   | Justin Timberlake                               |
| Årets Nye Udenlandske Navn            | Avicii                                          |
| Årets Udenlandske Band                | Daft Punk                                       |
| Årets Udenlandske Hit                 | "Get Lucky" (Daft Punk feat. Pharrell Williams) |
| Årets Skulderklap                     | Musikstarter                                    |

### Gaffa-prisen 2014
Det var 24. gang at Gaffa uddelte GAFFA-Prisen. Prisuddelingen foregik den 4. december 2014 på Bremen Teater i København med Annika Aakjær og Sigurd Kongshøj som værter. I forhold til det foregående år blev showet igen vist på tv, da DR3 sendte det direkte. I forhold til 2013, blev der i 2014 uddelt en pris med navnet "GAFFAs Specialpris", til den som havde gjort en ekstraordinær indsats for musikken i 2014. Dette var GAFFAs redaktion som udpegede en vinder. Kategorien "afløste Årets Skulderklap" fra 2013.
Der var liveoptrædener ved The Asteroids Galaxy Tour, Blaue Blume, Cancer, Tina Dickow, De Eneste To, Djämes Braun, Emil Stabil, TopGunn og Martin Brygmann forklædt som MØ.
MØ blev den største vinder ved overrækkelsen, da hun vandt samtlige fire kategorier hun var nomineret i. Rapperen S!vas modtog den nyindstiftede "GAFFAs Specialpris", som bliver uddelt af GAFFAs redaktion til en kunstner, som havde gjort en ekstraordinær indsats for musikken i 2014.
I alt havde 15.237 af Gaffas læsere stemt i de 17 åbne kategorier, hvilket var cirka 500 stemmer mindre end i 2013. Det var kun i kategorien GAFFAs Specialpris" at læserne ikke havde indflydelse på resultatet, da det her udelukkende var redaktionen på musikbladet som fandt en vinder.
| Kategori                              | Prismodtager                                 |
| ------------------------------------- | -------------------------------------------- |
| Årets Danske Album                    | No Mythologies to Follow (MØ)                |
| Årets Danske Band                     | Mads Langer & Tim Christensen                |
| Årets Danske Kvindelige Kunstner      | MØ                                           |
| Årets Danske Mandlige Kunstner        | Christopher                                  |
| Årets Nye Danske Navn                 | L.I.G.A                                      |
| Årets Danske Hit                      | "Don't Wanna Dance" (MØ)                     |
| Årets Danske Rockudgivelse            | Side Effects (Mads Langer & Tim Christensen) |
| Årets Danske Popudgivelse             | No Mythologies to Follow (MØ)                |
| Årets Danske Hard Rock-udgivelse      | Jærtegn (Solbrud)                            |
| Årets Danske Elektroniske Udgivelse   | Love Me (Tomas Barfod)                       |
| Årets Danske Urban-udgivelse          | Sakrilegium (L.O.C.)                         |
| Årets Udenlandske Album               | x (Ed Sheeran)                               |
| Årets Udenlandske Kvindelige Kunstner | Sia                                          |
| Årets Udenlandske Mandlige Kunstner   | Ed Sheeran                                   |
| Årets Nye Udenlandske Navn            | Sam Smith                                    |
| Årets Udenlandske Band                | Coldplay                                     |
| Årets Udenlandske Hit                 | "Happy" (Pharrell Williams)                  |
| GAFFAs Specialpris                    | S!vas                                        |

### Gaffa-prisen 2015
Det var 25. gang at Gaffa uddelte GAFFA-Prisen. Prisuddelingen foregik den 3. december 2015 på Bremen Teater i København.
| Kategori                              | Prismodtager                                    |
| ------------------------------------- | ----------------------------------------------- |
| Årets Danske Album                    | Lukas Graham (Lukas Graham)                     |
| Årets Danske Band                     | Lukas Graham                                    |
| Årets Danske Kvindelige Kunstner      | Stine Bramsen                                   |
| Årets Danske Mandlige Kunstner        | Karl William                                    |
| Årets Nye Danske Navn                 | Emil Stabil                                     |
| Årets Danske Hit                      | "7 Years" (Lukas Graham)                        |
| Årets Danske Rockudgivelse            | Liber (The Minds of 99)                         |
| Årets Danske Popudgivelse             | Lukas Graham (Lukas Graham)                     |
| Årets Danske Hard Rock-udgivelse      | M (Myrkur)                                      |
| Årets Danske Elektroniske Udgivelse   | Now (Kato)                                      |
| Årets Danske Urban-udgivelse          | Uranium (Bikstok Røgsystem)                     |
| Årets Udenlandske Album               | 25 (Adele)                                      |
| Årets Udenlandske Kvindelige Kunstner | Adele                                           |
| Årets Udenlandske Mandlige Kunstner   | The Weeknd                                      |
| Årets Nye Udenlandske Navn            | Years and Years                                 |
| Årets Udenlandske Band                | Muse                                            |
| Årets Udenlandske Hit                 | "Lean On" (Major Lazer og DJ Snake featuring MØ |

### Gaffa-prisen 2016
Prisuddelingen foregik den 11. marts 2017 på ODEON i Odense, hvilket var første gang, at det ikke foregik i Bremen Teater i København.
Værten var Thomas Skov Gaardsvig.
| Kategori                               | Prismodtager                                 |
| -------------------------------------- | -------------------------------------------- |
| Årets Danske Album                     | Forward in Reverse (Dizzy Mizz Lizzy)        |
| Årets Danske Band                      | Volbeat                                      |
| Årets Danske Kvindelige Kunstner       | MØ                                           |
| Årets Danske Mandlige Kunstner         | Mads Langer                                  |
| Årets Nye Danske Navn                  | Gulddreng                                    |
| Årets Danske Hit                       | "For Evigt" (Volbeat)                        |
| Årets Danske Rockudgivelse             | Forward in Reverse (Dizzy Mizz Lizzy)        |
| Årets Danske Popudgivelse              | Reckless Twin (Mads Langer)                  |
| Årets Danske Hard Rock/Metal-udgivelse | Seal the Deal & Let's Boogie (Volbeat)       |
| Årets Danske Elektroniske Udgivelse    | Fixion (Trentemøller)                        |
| Årets Danske Urban-udgivelse           | Slush Hours (Phlake)                         |
| Årets Danske Livenavn                  | Lukas Graham                                 |
| Årets Udenlandske Album                | 24K Magic (Bruno Mars)                       |
| Årets Udenlandske Kvindelige Kunstner  | Beyoncé                                      |
| Årets Udenlandske Mandlige Kunstner    | David Bowie                                  |
| Årets Nye Udenlandske Navn             | Twenty One Pilots                            |
| Årets Udenlandske Band                 | Metallica                                    |
| Årets Udenlandske Hit                  | "Can’t Stop the Feeling" (Justin Timberlake) |
| GAFFAs Specialpris                     | The Savage Rose                              |

### Gaffa-prisen 2018
Gaffa-prisen blev uddelt for 27. gang den 22. februar 2018 på ODEON i Odense. Værten var skuespiller og tv-vært Christopher Læssø.
| Kategori                               | Prismodtager                        |
| -------------------------------------- | ----------------------------------- |
| Årets danske udgivelse                 | Limbo (Scarlet Pleasure)            |
| Årets danske band                      | Scarlet Pleasure                    |
| Årets nye danske navn                  | Hugo Helmig                         |
| Årets danske solist                    | Mads Langer                         |
| Årets danske hit                       | Please Don't Lie (Hugo Helmig)      |
| Årets danske rockudgivelse             | Solkongen (del 1) (The Minds of 99) |
| Årets danske popudgivelse              | Limbo (Scarlet Pleasure)            |
| Årets danske hardrock-/metal-udgivelse | Vemod (Solbrud)                     |
| Årets danske elektroniske udgivelse    | Everything is True (AV AV AV)       |
| Årets danske hiphop-udgivelse          | 100 % Jesus (Suspekt)               |
| Årets danske livenavn                  | Mads Langer                         |
| Årets internationale udgivelse         | Divide (Ed Sheeran)                 |
| Årets internationale solist            | Ed Sheeran                          |
| Årets internationale hit               | Shape of You (Ed Sheeran)           |
| Årets nye internationale navn          | Khalid                              |
| Årets internationale band              | Coldplay                            |

### Gaffa-prisen 2019
Gaffa-prisen blev uddelt for 28. gang den 7. marts 2019 på ODEON i Odense. Værten var radio- og tv-vært Anders Breinholt.
| Kategori                             | Prismodtager                             |
| ------------------------------------ | ---------------------------------------- |
| Årets danske udgivelse               | Solkongen (The Minds of 99)              |
| Årets danske band                    | The Minds of 99                          |
| Årets nye danske navn                | Baest                                    |
| Årets danske solist                  | Hjalmer                                  |
| Årets danske hit                     | Alle skuffer over tid (The Minds of 99)  |
| Årets danske rockudgivelse           | Solkongen (The Minds of 99)              |
| Årets danske popudgivelse            | 3 (The Purple Album) (Lukas Graham)      |
| Årets danske hardrock/metaludgivelse | Danse Macabre (Baest)                    |
| Årets danske elektroniske udgivelse  | It's a Mad Love (When Saints Go Machine) |
| Årets danske hiphop-udgivelse        | Benjamin og Albert (Benal)               |
| Årets danske livenavn                | The Minds of 99                          |
| Årets internationale udgivelse       | Love Yourself: Answer (BTS)              |
| Årets internationale solist          | Ariana Grande                            |
| Årets internationale hit             | "Thank U, Next" (Ariana Grande)          |
| Årets nye internationale navn        | Cardi B                                  |
| Årets internationale band            | BTS                                      |

## 2020'erne

### Gaffa-prisen 2020
Gaffa-prisen 2020 blev afholdt den 26. februar 2020 i Musikhuset i Aarhus.
| Kategori                               | Vindere og nominerede |
| -------------------------------------- | --- |
| Årets danske udgivelse                 | - Midt i en drøm eller noget der ligner - Hjalmer - Venenum - Baest - Forevigt - Hans Philip - I Cry a Lot - Jada - Rewind, Replay, Rebound - Volbeat                               |
| Årets danske hit                       | - "Som fluer" - The Minds of 99 - " A Prayer for the Loud" - D-A-D - "Folk som os" - Hjalmer & Medina - "Lonely" - Jada - "Lie" - Lukas Graham                                      |
| Årets danske band                      | - Volbeat - Alphabeat - Barselona - D-A-D - Nik & Jay |
| Årets danske solist                    | - Hjalmer - Hans Philip - Søren Huss - Jada - L.O.C. |
| Årets nye danske navn                  | - Jada - Clara - Hans Philip - Alexander Oscar - Tessa |
| Årets danske rock-udgivelse            | - A Prayer for the Loud - D-A-D - Triprapport - Uffe Lorenzen - Brænder boksen med smukke ting - Love Shop - Åbne cirkler - Tårn - Rewind, Replay, Rebound - Volbeat                |
| Årets danske pop-udgivelse             | - Midt i en drøm eller noget der ligner - Hjalmer - Don't Know What's Cool Anymore - Alphabeat - I Cry a Lot - Jada - Forevigt - Hans Philip - Længe leve drømmene - Nik & Jay      |
| Årets danske hiphop-udgivelse          | - Ekkokammer - L.O.C. - BFV - Bogfinkevej - Kiko - Gilli - 888 - Kesi - 1991 - TopGunn                                                                                              |
| Årets danske hardrcock/metal-udgivelse | - Venenum - Baest - Void - Aphyxion - Drøm - Halshug - Ir - ORM - Undress Your Madness - Pretty Maids                                                                               |
| Årets danske elektroniske udgivelse    | - So Deep - When Saints Go Machine - No Statues - AV AV AV - Love City - Eloq - Boxes - Farveblind - Obverse - Trentemøller                                                         |
| Årets danske livenavn                  | - The Minds of 99 - Baest - Jada - Lukas Graham - Volbeat |
| Årets danske sangskriver               | - Hjalmer - Hans Philip - Jada - Nik & Jay - The Minds of 99 |
| Årets internationale udgivelse         | - When We All Fall Asleep, Where Do We Go? - Billie Eilish - Map of the Soul: Persona - BTS - i,i - Bon Iver - Fine Line - Harry Styles - No. 6 Collaborations Project - Ed Sheeran |
| Årets internationale hit               | - "Bad Guy" - Billie Eilish - "Shallow" - Lady Gaga & Bradley Cooper - "Juice" - Lizzo - "Deutschland" - Rammstein - "I Don't Care" - Ed Sheeran feat. Justin Bieber                |
| Årets internationale band              | - Coldplay - Backstreet Boys - Bon Iver - Nick Cave & The Bad Seeds - Rammstein |
| Årets internationale solist            | - Billie Eilish - Lana Del Rey - Ariana Grande - Ed Sheeran - Harry Styles |
| Årets nye internationale navn          | - Billie Eilish - Lewis Capaldi - Lizzo - Rosalia - Tones and I |

### Gaffa-prisen 2021
Gaffa-prisen 2021 blev afholdt den 4. marts 2021 i Musikhuset i Aarhus. Uddelingens vært var Thomas Skov og Carsten Holm og uddelingen blev sendt direkte på TV 2 Zulu og TV 2 Play. Grundet de daværende corona-restriktioner blev priserne overrakt til vinderne på det nærliggende Radisson Red-hotel, hvor de nominerede opholdt sig i separate værelser.
| Kategori                                                            | Vindere og nominerede |
| ------------------------------------------------------------------- | --- |
| Årets danske udgivelse                                              | - Blitz - Jung - Let the Hard Times Come - Jacob Dinesen - Alter Echo - Dizzy Mizz Lizzy - Børn af den fortabte tid - Folkeklubben - Brothers - Jonah Blacksmith |
| Årets danske band                                                   | - Jung - Dizzy Mizz Lizzy - Folkeklubben - Jonah Blacksmith - Suspekt |
| Årets danske solist                                                 | - Annika Aakjær - Jacob Dinesen - Benjamin Hav - Jada - Tessa |
| Årets nye danske navn - præsenteret i samarbejde med Samsung        | - Jung - Benjamin Hav - Hugorm - Andreas Odbjerg - Rikke Thomsen |
| Årets danske hit                                                    | - "Blitz, Baby" - Jung - "The Middle" - Dizzy Mizz Lizzy - "Nudes" - Jada - "Solhverv" - Lord Siva - "POP" - Annika Aakjær |
| Årets danske rock-udgivelse                                         | - Alter Echo - Dizzy Mizz Lizzy - Save Your Soul - Jesper Binzer - Kom vi flygter - Hugorm - Formskifter - Joyce - Stærk strom hen over ujævn bund - Peter Sommer |
| Årets danske pop-udgivelse                                          | - Blitz - Jung - Børn af den fortabte tid - Folkeklubben - Brothers - Jonah Blacksmith - Lord Siva & Vera - Lord Siva & Vera - Jeg er stærk - Barbara Moleko |
| Årets danske hiphop-udgivelse                                       | - Dit syge dyr - Benjamin Hav - Idiot - Artigeardit - BO4L - Kesi - Sindssyge ting - Suspekt - Titusind Timer - Østkyst Hustlers |
| Årets danske hardrock/metal-udgivelse                               | - Sol - Bersærk - Ofte drømmer jeg mig død - Afsky - Sanctuary - Alkymist - Duality - Defecto - Mit blod - ORM |
| Årets danske elektroniske udgivelse                                 | - Technodad - Faustix - 4 Life - Specktors - Super Karla - Super Karla - Uforglemmelig anderledes kunst - Ude af kontrol - Synchronicity - WhoMadeWho |
| Årets danske sangskriver                                            | - Tim Christensen - Dizzy Mizz Lizzy - Kjartan Arngrim - Folkeklubben - Jacob Dinesen - Benjamin Hav - Jung |
| Årets danske live-initiativ - præsenteret i samarbejde med Stimorol | - Coronakoncerter.dk (Under ledelse af kontrabassist Mathæus Bach. Hjemmesiden begyndte at livestreame koncerter den 12. marts 2020 og nåede at livestreame 31 koncerter på 39 dage.) - "18b går ud", Harboøre - "De Grimmeste Aftener", Brabrand - Grønnere Grøn - P-Scenen, Aarhus |
| Årets internationale udgivelse                                      | - Map of the Soul: 7 - BTS - Positions - Ariana Grande - Future Nostalgia - Dua Lipa - Folklore - Taylor Swift - After Hours - The Weeknd |
| Årets internationale band                                           | - BTS - AC/DC - Gorillaz - Green Day - Bruce Springsteen & E Street Band |
| Årets internationale solist                                         | - Ariana Grande - Lady Gaga - Dua Lipa - Taylor Swift - The Weeknd |
| Årets nye internationale navn                                       | - Doja Cat - Phoebe Bridgers - Ava Max - Megan Thee Stallion - Hayley Williams |
| Årets internationale hit                                            | - "Watermelon Sugar" - Harry Styles - "WAP" - Cardi B feat. Megan Thee Stallion - "No Time to Die" - Billie Eilish - "Memories" - Maroon 5 - "Blinding Lights" - The Weeknd |

### Gaffa-prisen 2022
Gaffa-prisen 2022 blev afholdt den 3. marts 2022 i Musikhuset i Aarhus. Uddelingens vært var Thomas Skov og uddelingen blev streamet på Gaffas egen hjemmeside.
| Kategori                                                                   | Vindere og nominerede |
| -------------------------------------------------------------------------- | --- |
| Årets danske udgivelse                                                     | - Sycamore - Drew Sycamore - Necro Sapiens - Baest - The Joker's Hand - Jacob Dinesen - Forfra forbundet - Jung - Club Promise - Magtens Korridorer                                                   |
| Årets danske band                                                          | - Jung - Baest - Fyr og Flamme - Magtens Korridorer - Volbeat |
| Årets danske solist                                                        | - Drew Sycamore - Jacob Dinesen - Malte Ebert - Andreas Odbjerg - Rikke Thomsen |
| Årets nye danske navn - præsenteret af SAMSUNG                             | - Fyr og Flamme - Calby - Dopha - Guldimund - Patina |
| Årets danske hit - præsenteret af HUNGRY                                   | - "I morgen er der også en dag" - Andreas Odbjerg - "Under dine sne" - The Minds of 99 - "Live to Survive" - MØ - "STOR MAND" - Tobias Rahim & Andreas Odbjerg - "45 Fahrenheit Girl" - Drew Sycamore |
| Årets danske rock-udgivelse                                                | - Club Promise - Magtens Korridorer - Freewheeler - Electric Guitars - Seek Shelter - Iceage - Inside Out - Prisma - Ongoing Dispute - Yung                                                           |
| Årets danske pop-udgivelse                                                 | - Sycamore - Drew Sycamore - My Blood - Christopher - Fyr og Flamme - Fyr og Flamme - Forfra forbundet - Jung - Opland - Rikke Thomsen                                                                |
| Årets danske hiphop-udgivelse                                              | - Tesla - Benjamin Hav - Held og lykke med at komme hjem - Artigeardit - Mere end musik - Benny Jamz, Gilli, Kesi - Fuck L.O.C. - L.O.C. - 45 Omdrejninger - Per Vers                                 |
| Årets danske hardrock/metal-udgivelse                                      | - Necro Sapiens - Baest - And Then There Were None - Livløs - Diorama - Møl - Witness - VOLA - Servant of the Mind - Volbeat                                                                          |
| Årets danske elektroniske udgivelse - præsenteret af GreenMobility         | - Capacity - Lydmor - Happy Place - Faustix - Dark Matter - Hedegaard - Rune Rask - Rune Rask - Emotional - When Saints Go Machine                                                                    |
| Årets danske livenavn - præsenteret i samarbejde med Logitech for Creators | - The Minds of 99 - Baest - D-A-D - Dizzy Mizz Lizzy - Andreas Odbjerg |
| Årets danske sangskriver                                                   | - Andreas Odbjerg - Jacob Dinesen - Jung - Drew Sycamore - Rikke Thomsen |
| HiFi-prisen - præsenteret i samarbejde med HiFi-Klubben                    | - Lydmor m.fl. for Capacity - Bremer/McCoy for Natten - Coco O. for It's a Process - Frederik og Fridolin Nordsø for Sycamore - Rune Rask for Rune Rask                                               |
| Årets internationale udgivelse                                             | - = - Ed Sheeran - Voyage - ABBA - 30 - Adele - Happier Than Ever - Billie Eilish - Fortitude - Gojira                                                                                                |
| Årets internationale band                                                  | - ABBA - Coldplay - Foo Fighters - Maroon 5 - Måneskin |
| Årets internationale solist                                                | - Adele - Billie Eilish - Elton John - John Mayer - Ed Sheeran |
| Årets nye internationale navn                                              | - Måneskin - Celeste - Lil Nas X - Olivia Rodrigo - Silk Sonic |
| Årets internationale hit                                                   | - "Bad Habits" - Ed Sheeran - "Easy on Me" - Adele - "Higher Power" - Coldplay - "Cold Heart" - Elton John & Dua Lipa - "Take My Breath" - The Weeknd                                                 |

### Gaffa-prisen 2023
Gaffa-prisen 2023 blev afholdt den 2. marts 2023 i Musikhuset i Aarhus. Uddelingens vært var Thomas Skov, og uddelingen blev livestreamet på C More og på Gaffas egen hjemmeside.
| Kategori                             | Vindere og nominerede |
| ------------------------------------ | --- |
| Årets danske udgivelse               | - Hjem fra fabrikken - Andreas Odbjerg - Tro, hug og kærlighed - Hugorm - Capitulism - Kellermensch - Infinity Action - The Minds of 99 - Når sjælen kaster op - Tobias Rahim |
| Årets danske solist                  | - Andreas Odbjerg - Hjalmer - Jada - Tobias Rahim - Peter Sommer |
| Årets danske band                    | - The Minds of 99 - Baest - Blæst - Hugorm - Magtens Korridorer |
| Årets nye danske navn                | - Blæst - Danser Med Piger - Pauline - Lasse Skriver - Zar Paulo |
| Årets danske hit                     | - "Mucki Bar" - Tobias Rahim - "Juice" - Blæst - "Shanghai Roar" (Acoustic Version) - Lydmor - "Live to Survive" - MØ - "Hjem fra fabrikken" - Andreas Odbjerg                |
| Årets danske rockudgivelse           | - Tro, hug og kærlighed - Hugorm - Rige børn leger bedst - Fabräk - Capitulism - Kellermensch - Nødugang - Magtens Korridorer - Infinity Action - The Minds of 99             |
| Årets popudgivelse                   | - Hjem fra fabrikken - Andreas Odbjerg - Stiv kuling - Blæst - Alt blir bedre - Hjalmer - Når sjælen kaster op - Tobias Rahim - De uforelskede i København - Peter Sommer     |
| Årets danske hiphop-udgivelse        | - Sidste omgang - Per Vers & Benny Andersen - Bjørnen sover - Pede B - 30 somre - Kesi - Magic - Emil Kruse - Stadig årgang 79 - Niarn                                        |
| Årets dansk hardrock/metal-udgivelse | - Justitia - Baest - Magno Interitus - Cabal - Genocide Doctrine - Genocide Doctrine - Call Down the Sun - Konvent - Intet, altet - ORM                                       |
| Årets danske elektroniske udgivelse  | - Memoria - Trentemøller - Cotton Candy - First Hate - All Clubs Are Bastards - Farveblind - Ain't Fast Enough - Faustix - kindmodkindmodkindmod... - Kind mod Kind           |
| Årets danske livenavn                | - Benjamin Hav - Hugorm - The Minds of 99 - Andreas Odbjerg - Annika Aakjær                                                                                                   |
| Årets danske sangskriver             | - Andreas Odbjerg, Mads Møller, Thor Nørgaard & Daniel Thorup - Hugorm - Jada - The Minds of 99 - Tobias Rahim & Arto Louis Eriksen                                           |
| Årets internationale udgivelse       | - Harry's House - Harry Styles - The Car - Arctic Monkeys - Renaissance - Beyoncé - Zeit - Rammstein - Midnights - Taylor Swift                                               |
| Årets internationale solist          | - Harry Styles - Nick Cave - Bruce Springsteen - Taylor Swift - The Weeknd |
| Årets internationale band            | - Arctic Monkeys - Imagine Dragons - The 1975 - Red Hot Chili Peppers - Rammstein                                                                                             |
| Årets internationale hit             | - "As It Was" - Harry Styles - "There'd Better Be a Mirrorball" - Arctic Monkeys - "Break My Soul" - Beyoncé - "About Damn Time" - Lizzo - "Anti-Hero" - Taylor Swift         |
| Årets nye internationale navn        | - Wet Leg - Sabrina Carpenter - Horsegirl - Shygirl - The Smile |

### Gaffa-prisen 2024
Vinderne af Gaffa Prisen 2024 blev afsløret den 29. februar 2024 på sociale medier. For første gang nogensinde blev der ikke afholdt et awardshow, men uddelingens vært, Lasse Dein, tog rundt til vinderne og filmede deres reaktioner. Beslutningen kom efter flere år med faldende tilslutning fra både de nominerede og fra seere og dårlig økonomi.
| Kategori                               | Vindere og nominerede |
| -------------------------------------- | --- |
| Årets danske udgivelse                 | - Jeg venter i lyset - Guldimund - Længe Leve - Artigeardit - Dansktop - Ukendt Kunstner - Engle og blaa maerker - Ussel - Elendig software - Zar Paulo                                                      |
| Årets danske hit                       | - "Det' kun vigtig, hvad det er" - Guldimund - "Jeg Ka' Rigtig Godt Li' Dig" - Ida Laurberg feat. Andreas Odbjerg - "Dronning af Månen" - Pil - "Uden dig" - Ukendt Kunstner - "Ik' gå så langt" - Zar Paulo |
| Årets nye danske navn                  | - Kalaset - D1MA - August Høyen - Svea S - Ussel |
| Årets danske rock-udgivelse            | - Infinity Action: Kult & B-Sider - The Minds of 99 - Nu prøver vi at flyve... - Drengestreger - 7" - Fabräk - 0 - I Got You On Tape - Skillelinjen - Carl Emil Petersen                                     |
| Årets danske pop-udgivelse             | - Elendig software - Zar Paulo - Væbnet hjerte - Barselona - She-Rex - Eee Gee - Jeg venter i lyset - Guldimund - Big Big Machine - Alex Vargas                                                              |
| Årets danske hiphop-udgivelse          | - Dansktop - Ukendt Kunstner - Længe Leve - Artigeardit - Bonobo - Karen Mukupa - Ancient Aliens - Suspekt - Tessas hævn - Tessa                                                                             |
| Årets danske hard rock/metal udgivelse | - Om hundrede år - Afsky - Congratulations - Eyes - Hatred Reborn - Hatesphere - Der var engang... - Trold - Prosperity - Viva La Wolfe                                                                      |
| Årets danske elektroniske udgivelse    | - Rosy - When Saints Go Machine - Shy Spring - Eloq - Get to Shore - Rosa Lux - Bedre sent end aldrig - Ude af Kontrol - Lego - Rhythm and Bricks - Who Made Who & Tom Misch                                 |
| Årets danske livenavn                  | - Benjamin Hav - Guldimund - Hugorm & Frank Hvam - Luftens Helte - Zar Paulo |
| Årets internationale udgivelse         | - Endless Summer Vacation - Miley Cyrus - Memento Mori - Depeche Mode - Desire, I Want to Turn into You - Caroline Polachek - Autumn Variations - Ed Sheeran - 1989 (Taylor's Version) - Taylor Swift        |
| Årets international hit                | - "Flowers" - Miley Cyrus - "The Narcissist" - Blur - "Dance the Night" - Dua Lipa - "Can't Tame Her" - Zara Larsson - "Eyes Closed" - Ed Sheeran                                                            |
| Årets nye internationale navn          | - Ice Spice - André 3000 - PinkPantheress - Raye - Romy |

### Gaffa-prisen 2025
Vinderne af Gaffa Prisen 2025 blev afsløret den 26. marts 2025. Showet foregik i Amager Bio. For første gange uddelte man også priserne for Årets Spillested og Årets Festival.
| Kategori                                                | Vindere og nominerede |
| ------------------------------------------------------- | --- |
| Årets danske udgivelse                                  | - Aphaca: Magna - Blæst: Dine venner - D-A-D: Speed of Darkness - Hugorm: Drømmehug - Andreas Odbjerg: Un hommage |
| Årets danske hit                                        | - Aphaca: "Smelter under månen" - Blæst: "Elsker dig så meget" - Guldimund: "Storebæltsbroen" - Benjamin Hav featuring Ella Augusta: "Første dag" - Andreas Odbjerg og Emma Sehested Høeg: "Svært at være fantastisk" |
| Årets nye danske navn                                   | - Aphaca - Annika - Ella Augusta - Emma Sehested Høeg - Mumle |
| Årets danske rock-udgivelse                             | - D-A-D: Speed of Darkness - Brimheim: Ratking - Carpark North: Air – Part 1 - Fabräk: Plastikverden - The Raveonettes: The Raveonettes Sing… |
| Årets danske pop-udgivelse                              | - Hugorm: Drømmehug - Annika: Nye tider - Aphaca: Magna - Blæst: Dine venner - Andreas Odbjerg: Un hommage |
| Årets danske hiphop-udgivelse                           | - Lamin: Skyll - Noah Carter: Noahs Ark - D1MA: 7 - Kesi: FOMO 88,8 FM - URO: Allerhelst vil vi elskes |
| Årets danske hard rock/metal udgivelse                  | - Livløs: The Crescent King - Alkymist: UnnDerr - Hudsult: Tit er jeg glad… - Neckbreakker: Within the Viscera - Syl: Afmagt |
| Årets danske elektroniske udgivelse                     | - Onkel Reje: Galaktisk folkemusik - Av Av Av: Need 4 Speed - Astrid Sonne: Great Doubt - Spleen United: The Blur of Zebras - WhoMadeWho: Kiss & Forget |
| Årets danske livenavn                                   | - The Minds of 99 - D-A-D - Hugorm - Kellermensch - Luftens Helte |
| Årets internationale udgivelse                          | - Billie Eilish: Hit Me Hard and Soft - Sabrina Carpenter: Short n’ Sweet - Charli XCX: Brat - The Cure: Songs of a Lost Word - Taylor Swift: The Tortured Poets Department |
| Årets international hit                                 | - Billie Eilish: "Birds of a Feather" - Sabrina Carpenter: “Espresso” - Nick Cave and the Bad Seeds: “Frogs” - Lady Gaga og Bruno Mars: “Die With a Smile” - Kendrick Lamar: “Not Like Us” |
| Årets nye internationale navn                           | - Sabrina Carpenter - Chappell Roan - Teddy Swims - Tyla - Lola Young |
| Årets Festival (i samarbejde med Dansk Musiker Forbund) | - Kill-Town Death Fest (København) - Positive Trace (Djursland) - Ø Festival (Langeland) - Carpark Festival (København) - A Colossal Weekend (København) - Copenhagen Jazz Festival - Spot Festival (Aarhus) - O Days (København) - Metal Magic Festival (Fredericia) - Alter Festival (Aarhus) - Roskilde Festival - Tønder Festival - Engage Festival (København) - Rudme Festival (Rudme, Fyn) - Heartland Festival (Egeskov, Fyn) - Northside Festival (Aarhus) - Copenhell (København) - Wonderfestiwall (Bornholm) - Musik I Lejet (Tisvildeleje, Sjælland) - Alive Festival (Thy) - Smukfest - Kultursalonerne Gisselfeld |
| Årets Spillested (samarbejde med Dansk Musiker Forbund) | - 1000fryd (Aalborg) - Alice (København) - Urban 13 (Frederiksberg) - Stengade (København) - Amager Bio (København) - Nordhus (København) - Pumpehuset (København) - Radar (Aarhus) - HeadQuarters (Aarhus) - Vega (København) - Gimle (Roskilde) - Pavillonen (Grenaa) - Turkis (Aarhus) - Hotel Cecil (København) - Voxhall (Aarhus) - Musikhuset Aarhus - Fermaten (Herning) - Posten (Odense) - Christianshavns Beboerhus (København) - Train (Aarhus) - Gnisten (Ry) |